# Falassi
Falassi est un village du Cameroun situé dans le département du Nyong-et-So'o et la Région du Centre. Il fait partie de la commune de Mengueme. Il est limité au Nord, par le village Adzap; à l’Ouest, par le village Yenessi. Son nom signifie « à proximité de Fala », et se réfère à la rivière Fala qui côtoie le village et constitue sa frontière naturelle au Sud, avec les villages Ngoumbou et Akoéman de la commune d’Akoéman. ses habitants sont appelés des falafluviennes et des falafluviens.
Huit familles constituent le village de Falassi:
- Les Mvog Nsia, dépositaires du trône de la chefferie traditionnelle;
- Les Mvog Nkodo;
- Les Mvog Bibouli;
- Les Mvog Mbodo (ou Mvog Mbora);
- Les Mvog Kounou;
- Les Mvog Nga Ndi;
- Les Mvog Mvié.
- Les Mvog Nkoué.
Toutes de la grande famille Otoloa Owotsog.

## Population
En 1963, Falassi comptait 229 habitants, principalement de la famille Otoloa qui sont des Bané. Lors du recensement de 2005, on y a dénombré 215 personnes. Mais les recensements rencontrent des difficultés. N'étant pas toujours détenteurs d'une carte d'identité, beaucoup de falafluviens préfèrent ne pas se présenter devant les services de l'État. Il y aurait donc, en réalité, 4 ou 5 fois plus d'habitants que les chiffres officiels ne l'indiquent,